# Wereldkampioenschappen schermen
De wereldkampioenschappen schermen vormen een jaarlijks terugkerend toernooi, georganiseerd door de Fédération Internationale d'Escrime. Het wereldkampioenschap is, na de Olympische Spelen, de meest prestigieuze internationale competitie in de schermsport. Tegenwoordig komen alle drie de wapens (degen, floret en sabel) hier aan bod.

## Geschiedenis
In 1921 organiseerde de FIE voor het eerst een internationaal schermtoernooi. De competitie werd gehouden in de Franse hoofdstad Parijs, bakermat van de schermsport. Eigenlijk was het een Europees kampioenschap, daar alle deelnemers uit Europese landen kwamen. In 1937 verleende de FIE, op verzoek van de Italiaanse schermbond, het toernooi de titel wereldkampioenschap. Opmerkelijk was dat de Italiaanse schermbond dit vooral deed omdat de regering van Benito Mussolini in Italië privileges verschafte aan wereld- en Olympische kampioenen.
Sinds 1937 wordt het wereldkampioenschap schermen jaarlijks gehouden, met uitzondering van de periode 1938-1947 door de Tweede Wereldoorlog en vanaf 1960 tot en met 1996 alle jaren waarin Olympische Spelen werden gehouden (met uitzondering van 1988). In 1921 was er enkel een degencompetitie voor mannen. Een jaar later werd er ook met de sabel gevochten en in 1926 werd het floret ingevoerd. Sinds 1929 kunnen ook vrouwen deelnemen aan het wereldkampioenschap met het floret. In 1989 werd de degencompetitie ook voor vrouwen geopend en ten slotte ook de sabelcompetitie in 1999.
In 1929 werd er ook voor het eerst een teamcompetitie gehouden in het onderdeel floret. Een jaar later streden landenteams ook voor het eerst tegen elkaar met de sabel en de degen. In 1932 werd er voor het eerst een landencompetitie voor vrouwen gehouden in het onderdeel floret. De teamonderdelen degen en sabel werden in hetzelfde jaar ingevoerd als hun individuele tegenhanger (1989 voor degen, 1999 voor sabel).
Sinds 2020 wordt er in Olympische jaren geen wereldkampioenschappen georganiseerd omdat sindsdien alle schermonderdelen Olympisch zijn geworden.

## Edities
| Jaar | Gaststad                       |
| ---- | ------------------------------ |
| 1937 | Parijs, Frankrijk              |
| 1938 | Piešťany, Tsjecho-Slowakije    |
| 1947 | Lissabon, Portugal             |
| 1948 | Den Haag, Nederland            |
| 1949 | Caïro, Egypte                  |
| 1950 | Monte Carlo, Monaco            |
| 1951 | Stockholm, Zweden              |
| 1952 | Kopenhagen, Denemarken         |
| 1953 | Brussel, België                |
| 1954 | Luxemburg, Luxemburg           |
| 1955 | Rome, Italië                   |
| 1956 | Londen, Verenigd Koninkrijk    |
| 1957 | Parijs, Frankrijk              |
| 1958 | Philadelphia, Verenigde Staten |
| 1959 | Boedapest, Hongarije           |
| 1961 | Turijn, Italië                 |
| 1962 | Buenos Aires, Argentinië       |
| 1963 | Gdańsk, Polen                  |
| 1965 | Parijs, Frankrijk              |
| 1966 | Moskou, Sovjet-Unie            |
| 1967 | Montreal, Canada               |
| 1969 | Havana, Cuba                   |
| 1970 | Ankara, Turkije                |
| 1971 | Wenen, Oostenrijk              |

| Jaar | Gaststad                       |
| ---- | ------------------------------ |
| 1973 | Göteborg, Zweden               |
| 1974 | Grenoble, Frankrijk            |
| 1975 | Boedapest, Hongarije           |
| 1977 | Buenos Aires, Argentinië       |
| 1978 | Hamburg, West-Duitsland        |
| 1979 | Melbourne, Australië           |
| 1981 | Clermont-Ferrand, Frankrijk    |
| 1982 | Rome, Italië                   |
| 1983 | Wenen, Oostenrijk              |
| 1985 | Barcelona, Spanje              |
| 1986 | Sofia, Bulgarije               |
| 1987 | Lausanne, Zwitserland          |
| 1988 | Orléans, Frankrijk             |
| 1989 | Denver, Verenigde Staten       |
| 1990 | Lyon, Frankrijk                |
| 1991 | Boedapest, Hongarije           |
| 1992 | Havana, Cuba                   |
| 1993 | Essen, Duitsland               |
| 1994 | Athene, Griekenland            |
| 1995 | Den Haag, Nederland            |
| 1997 | Kaapstad, Zuid-Afrika          |
| 1998 | La Chaux-de-Fonds, Zwitserland |
| 1999 | Seoel, Zuid-Korea              |
| 2000 | Boedapest, Hongarije           |

| Jaar | Gaststad                   |
| ---- | -------------------------- |
| 2001 | Nîmes, Frankrijk           |
| 2002 | Lissabon, Portugal         |
| 2003 | Havana, Cuba               |
| 2004 | New York, Verenigde Staten |
| 2005 | Leipzig, Duitsland         |
| 2006 | Turijn, Italië             |
| 2007 | Sint-Petersburg, Rusland   |
| 2008 | Peking, China              |
| 2009 | Antalya, Turkije           |
| 2010 | Parijs, Frankrijk          |
| 2011 | Catania, Italië            |
| 2012 | Kiev, Oekraïne             |
| 2013 | Boedapest, Hongarije       |
| 2014 | Kazan, Rusland             |
| 2015 | Moskou, Rusland            |
| 2016 | Rio de Janeiro, Brazilië   |
| 2017 | Leipzig, Duitsland         |
| 2018 | Wuxi, China                |
| 2019 | Boedapest, Hongarije       |
| 2022 | Caïro, Egypte              |
| 2023 | Milaan, Italië             |
| 2025 | Tbilisi, Georgië           |
| 2026 | Hongkong, Hongkong         |

## Medaillespiegel
| Plaats | Land                | Goud | Zilver | Brons | Totaal |
| 1      | Italië              | 108  | 95     | 122   | 325    |
| 2      | Sovjet-Unie         | 91   | 56     | 47    | 194    |
| 3      | Frankrijk           | 85   | 85     | 92    | 262    |
| 4      | Hongarije           | 77   | 76     | 85    | 238    |
| 5      | Rusland             | 56   | 32     | 37    | 125    |
| 6      | West-Duitsland      | 25   | 24     | 16    | 65     |
| 7      | Duitsland           | 18   | 34     | 38    | 90     |
| 8      | Polen               | 18   | 28     | 41    | 87     |
| 9      | Roemenië            | 13   | 21     | 32    | 66     |
| 10     | Verenigde Staten    | 12   | 16     | 18    | 46     |
| 11     | Oekraïne            | 12   | 12     | 20    | 44     |
| 12     | Zuid-Korea          | 11   | 12     | 27    | 50     |
| 13     | China               | 8    | 20     | 17    | 45     |
| 14     | Zweden              | 6    | 13     | 18    | 37     |
| 15     | Cuba                | 6    | 5      | 9     | 20     |
| 16     | Estland             | 5    | 6      | 6     | 17     |
| 17     | Denemarken          | 4    | 3      | 3     | 10     |
| 18     | Japan               | 4    | 2      | 8     | 14     |
| 19     | Oostenrijk          | 4    | 0      | 5     | 9      |
| 20     | Zwitserland         | 2    | 8      | 12    | 22     |
| 21     | Verenigd Koninkrijk | 2    | 5      | 4     | 11     |
| 22     | Spanje              | 2    | 2      | 7     | 11     |
| 23     | Azerbeidzjan        | 2    | 2      | 4     | 8      |
| 24     | Tsjecho-Slowakije   | 1    | 3      | 1     | 5      |
| 25     | Bulgarije           | 1    | 2      | 5     | 8      |
| 26     | nazi-Duitsland      | 1    | 1      | 1     | 3      |
| 27     | Brazilië            | 1    | 0      | 0     | 1      |
| 28     | België              | 0    | 2      | 6     | 8      |
| 29     | Venezuela           | 0    | 2      | 1     | 3      |
| 30     | Nederland           | 0    | 1      | 4     | 5      |
| 31     | Griekenland         | 0    | 1      | 3     | 4      |
| 31     | Tunesië             | 0    | 1      | 3     | 4      |
| 33     | Canada              | 0    | 1      | 2     | 3      |
| 33     | Oost-Duitsland      | 0    | 1      | 2     | 3      |
| 33     | Wit-Rusland         | 0    | 1      | 2     | 3      |
| 36     | Georgië             | 0    | 1      | 1     | 2      |
| 37     | Portugal            | 0    | 1      | 0     | 1      |
| 38     | Egypte              | 0    | 0      | 8     | 8      |
| 39     | Hongkong            | 0    | 0      | 4     | 4      |
| 40     | Colombia            | 0    | 0      | 1     | 1      |
| 40     | Finland             | 0    | 0      | 1     | 1      |
| 40     | Iran                | 0    | 0      | 1     | 1      |
| 40     | Kazachstan          | 0    | 0      | 1     | 1      |
| 40     | Noorwegen           | 0    | 0      | 1     | 1      |
|        |                     | 575  | 575    | 716   | 1866   |

## Wereld- of Olympisch kampioenen

### Degen
| Jaar      | Mannen individueel   | Vrouwen individueel       | Mannen team      | Vrouwen team     |
| --------- | -------------------- | ------------------------- | ---------------- | ---------------- |
| 1936 (OS) | Franco Riccardi      |                           | Italië           |                  |
| 1937      | Bernard Schmetz      |                           | Italië           |                  |
| 1938      | Michel Pécheux       |                           | Frankrijk        |                  |
| 1947      | Édouard Artigas      |                           | Frankrijk        |                  |
| 1948 (OS) | Gino Cantone         |                           | Frankrijk        |                  |
| 1949      | Dario Mangiarotti    |                           | Italië           |                  |
| 1950      | Mogens Lüchow        |                           | Italië           |                  |
| 1951      | Edoardo Mangiarotti  |                           | Frankrijk        |                  |
| 1952 (OS) | Edoardo Mangiarotti  |                           | Italië           |                  |
| 1953      | József Sákovics      |                           | Italië           |                  |
| 1954      | Edoardo Mangiarotti  |                           | Italië           |                  |
| 1955      | Giorgio Anglesio     |                           | Italië           |                  |
| 1956 (OS) | Carlo Pavesi         |                           | Italië           |                  |
| 1957      | Armand Mouyal        |                           | Italië           |                  |
| 1958      | Bill Hoskyns         |                           | Italië           |                  |
| 1959      | Bruno Habārovs       |                           | Hongarije        |                  |
| 1960 (OS) | Giuseppe Delfino     |                           | Sovjet-Unie      |                  |
| 1961      | Jacques Guittet      |                           | Sovjet-Unie      |                  |
| 1962      | István Kausz         |                           | Frankrijk        |                  |
| 1963      | Roland Losert        |                           | Polen            |                  |
| 1964 (OS) | Grigori Kriss        |                           | Hongarije        |                  |
| 1965      | Zoltan Nemere        |                           | Frankrijk        |                  |
| 1966      | Aleksej Nikantsjikov |                           | Frankrijk        |                  |
| 1967      | Aleksej Nikantsjikov |                           | Sovjet-Unie      |                  |
| 1968 (OS) | Győző Kulcsár        |                           | Hongarije        |                  |
| 1969      | Bogdan Andrzejewski  |                           | Sovjet-Unie      |                  |
| 1970      | Aleksej Nikantsjikov |                           | Hongarije        |                  |
| 1971      | Grigori Kriss        |                           | Hongarije        |                  |
| 1972 (OS) | Csaba Fenyvesi       |                           | Hongarije        |                  |
| 1973      | Rolf Edling          |                           | West-Duitsland   |                  |
| 1974      | Rolf Edling          |                           | Zweden           |                  |
| 1975      | Alexander Pusch      |                           | Zweden           |                  |
| 1976 (OS) | Alexander Pusch      |                           | Zweden           |                  |
| 1977      | Johan Harmenberg     |                           | Zweden           |                  |
| 1978      | Alexander Pusch      |                           | Hongarije        |                  |
| 1979      | Philippe Riboud      |                           | Hongarije        |                  |
| 1980 (OS) | Johan Harmenberg     |                           | Frankrijk        |                  |
| 1981      | Zoltán Székely       |                           | Sovjet-Unie      |                  |
| 1982      | Jenö Papp            |                           | Frankrijk        |                  |
| 1983      | Elmar Borrmann       |                           | Frankrijk        |                  |
| 1984 (OS) | Philippe Boisse      |                           | West-Duitsland   |                  |
| 1985      | Philippe Boisse      |                           | West-Duitsland   |                  |
| 1986      | Philippe Riboud      |                           | West-Duitsland   |                  |
| 1987      | Volker Fischer       |                           | Sovjet-Unie      |                  |
| 1988 (OS) | Arnd Schmitt         | Brigitte Benon            | Frankrijk        | West-Duitsland   |
| 1989      | Manuel Pereira       | Anja Straub               | Italië           | Hongarije        |
| 1990      | Thomas Gerull        | Taymi Chappé              | Italië           | West-Duitsland   |
| 1991      | Andrej Sjoevalov     | Mariann Horváth           | Sovjet-Unie      | Hongarije        |
| 1992 (OS) | Eric Srecki          | Mariann Horváth           | Duitsland        | Hongarije        |
| 1993      | Pavel Kolobkov       | Oksana Jermakova          | Italië           | Hongarije        |
| 1994      | Pavel Kolobkov       | Laura Chiesa              | Frankrijk        | Spanje           |
| 1995      | Eric Srecki          | Joanna Jakimiuk           | Duitsland        | Hongarije        |
| 1996 (OS) | Aleksandr Beketov    | Laura Flessel-Colovic     | Italië           | Frankrijk        |
| 1997      | Eric Srecki          | Miraida Garcia-Soto       | Cuba             | Hongarije        |
| 1998      | Hugues Obry          | Laura Flessel-Colovic     | Hongarije        | Frankrijk        |
| 1999      | Arnd Schmitt         | Laura Flessel-Colovic     | Frankrijk        | Hongarije        |
| 2000 (OS) | Pavel Kolobkov       | Tímea Nagy                | Italië           | Rusland          |
| 2001      | Paolo Milanoli       | Claudia Bokel             | Hongarije        | Rusland          |
| 2002      | Pavel Kolobkov       | Nam Hyun-hee              | Frankrijk        | Hongarije        |
| 2003      | Fabrice Jeannet      | Natalja Conrad            | Rusland          | Rusland          |
| 2004 (OS) | Marcel Fischer       | Tímea Nagy                | Frankrijk        | Rusland          |
| 2005      | Pavel Kolobkov       | Danuta Dmowska            | Frankrijk        | Frankrijk        |
| 2006      | Wang Lei             | Tímea Nagy                | Frankrijk        | China            |
| 2007      | Krisztián Kulcsár    | Britta Heidemann          | Frankrijk        | Frankrijk        |
| 2008 (OS) | Matteo Tagliariol    | Britta Heidemann          | Frankrijk        | Frankrijk        |
| 2009      | Anton Avdejev        | Ljoebov Sjoetova          | Frankrijk        | Italië           |
| 2010      | Nikolai Novosjolov   | Maureen Nisima            | Frankrijk        | Roemenië         |
| 2011      | Paolo Pizzo          | Li Na                     | Frankrijk        | Roemenië         |
| 2012 (OS) | Rubén Limardo        | Jana Sjemjakina           | Verenigde Staten | China            |
| 2013      | Nikolai Novosjolov   | Julia Beljajeva           | Hongarije        | Rusland          |
| 2014      | Ulrich Robeiri       | Rossella Fiamingo         | Frankrijk        | Rusland          |
| 2015      | Géza Imre            | Rossella Fiamingo         | Oekraïne         | China            |
| 2016 (OS) | Park Sang-young      | Emese Szász               | Frankrijk        | Roemenië         |
| 2017      | Paolo Pizzo          | Tatjana Goedkova          | Frankrijk        | Estland          |
| 2018      | Yannick Borel        | Mara Navarria             | Zwitserland      | Verenigde Staten |
| 2019      | Gergely Siklósi      | Nathalie Moellhausen      | Frankrijk        | China            |
| 2020 (OS) | Romain Cannone       | Sun Yiwen                 | Japan            | Estland          |
| 2022      | Romain Cannone       | Song Se-ra                | Frankrijk        | Zuid-Korea       |
| 2023      | Máté Tamás Koch      | Marie-Florence Candassamy | Italië           | Polen            |

### Floret
| Jaar      | Mannen individueel    | Vrouwen individueel     | Mannen team      | Vrouwen team     |
| --------- | --------------------- | ----------------------- | ---------------- | ---------------- |
| 1936 (OS) | Giulio Gaudini        | Ilona Elek              | Italië           |                  |
| 1937      | Gustavo Marzi         | Helene Mayer            | Italië           | Hongarije        |
| 1938      | Gioacchino Guaragna   | Marie Šedivá            | Italië           |                  |
| 1947      | Christian d'Oriola    | Ellen Müller-Preis      | Frankrijk        | Denemarken       |
| 1948 (OS) | Jéhan de Buhan        | Ilona Elek              | Frankrijk        | Denemarken       |
| 1949      | Christian d'Oriola    | Ellen Müller-Preis      | Italië           |                  |
| 1950      | Renzo Nostini         | Ellen Müller-Preis      | Italië           | Frankrijk        |
| 1951      | Manlio Di Rosa        | Ilona Elek              | Frankrijk        | Frankrijk        |
| 1952 (OS) | Christian d'Oriola    | Irene Camber            | Frankrijk        | Hongarije        |
| 1953      | Christian d'Oriola    | Irene Camber            | Frankrijk        | Hongarije        |
| 1954      | Christian d'Oriola    | Karen Lachmann          | Italië           | Hongarije        |
| 1955      | József Gyuricza       | Lídia Dömölky           | Italië           | Hongarije        |
| 1956 (OS) | Christian d'Oriola    | Gillian Sheen           | Italië           | Sovjet-Unie      |
| 1957      | Mihaly Fülöp          | Aleksandra Zabelina     | Hongarije        | Italië           |
| 1958      | Giancarlo Bergamini   | Valentina Rastvorova    | Frankrijk        | Sovjet-Unie      |
| 1959      | Allan Jay             | Emma Jefimova           | Sovjet-Unie      | Hongarije        |
| 1960 (OS) | Viktor Zjdanovitsj    | Heidi Schmid            | Sovjet-Unie      | Sovjet-Unie      |
| 1961      | Ryszard Parulski      | Heidi Schmid            | Sovjet-Unie      | Sovjet-Unie      |
| 1962      | German Svesjnikov     | Olga Szabó-Orbán        | Sovjet-Unie      | Hongarije        |
| 1963      | Jean-Claude Magnan    | Ildikó Ujlaki-Rejtő     | Sovjet-Unie      | Sovjet-Unie      |
| 1964 (OS) | Egon Franke           | Ildikó Ujlaki-Rejtő     | Sovjet-Unie      | Hongarije        |
| 1965      | Jean-Claude Magnan    | Galina Gorochova        | Sovjet-Unie      | Sovjet-Unie      |
| 1966      | German Svesjnikov     | Tatjana Petrenko        | Sovjet-Unie      | Sovjet-Unie      |
| 1967      | Viktor Poetjatin      | Aleksandra Zabelina     | Roemenië         | Hongarije        |
| 1968 (OS) | Ion Drîmbă            | Jelena Novikova         | Frankrijk        | Sovjet-Unie      |
| 1969      | Friedrich Wessel      | Jelena Novikova         | Sovjet-Unie      | Roemenië         |
| 1970      | Friedrich Wessel      | Galina Gorochova        | Sovjet-Unie      | Sovjet-Unie      |
| 1971      | Vasili Stankovitsj    | Marie-Chantal Demaille  | Frankrijk        | Sovjet-Unie      |
| 1972 (OS) | Witold Woyda          | Antonella Ragno-Lonzi   | Polen            | Sovjet-Unie      |
| 1973      | Christian Noël        | Valentina Nikonova      | Sovjet-Unie      | Hongarije        |
| 1974      | Aleksandr Romankov    | Ildikó Bóbis            | Sovjet-Unie      | Sovjet-Unie      |
| 1975      | Christian Noël        | Ecaterina Iencic        | Frankrijk        | Sovjet-Unie      |
| 1976 (OS) | Fabio Dal Zotto       | Ildikó Schwarczenberger | West-Duitsland   | Sovjet-Unie      |
| 1977      | Aleksandr Romankov    | Valentina Sidorova      | West-Duitsland   | Sovjet-Unie      |
| 1978      | Didier Flament        | Valentina Sidorova      | Polen            | Sovjet-Unie      |
| 1979      | Aleksandr Romankov    | Cornelia Hanisch        | Sovjet-Unie      | Sovjet-Unie      |
| 1980 (OS) | Vladimir Smirnov      | Pascale Trinquet        | Frankrijk        | Frankrijk        |
| 1981      | Vladimir Smirnov      | Cornelia Hanisch        | Sovjet-Unie      | Sovjet-Unie      |
| 1982      | Alexander Romankov    | Nailja Giljazova        | Sovjet-Unie      | Italië           |
| 1983      | Alexander Romankov    | Dorina Vaccaroni        | West-Duitsland   | Italië           |
| 1984 (OS) | Mauro Numa            | Luan Jujie              | Italië           | West-Duitsland   |
| 1985      | Mauro Numa            | Cornelia Hanisch        | Italië           | West-Duitsland   |
| 1986      | Andrea Borella        | Anja Fichtel            | Italië           | Sovjet-Unie      |
| 1987      | Mathias Gey           | Elisabeta Tufan         | Sovjet-Unie      | Hongarije        |
| 1988 (OS) | Stefano Cerioni       | Anja Fichtel            | Sovjet-Unie      | West-Duitsland   |
| 1989      | Alexander Koch        | Olga Velitsjko          | Sovjet-Unie      | West-Duitsland   |
| 1990      | Philippe Omnès        | Anja Fichtel            | Italië           | Italië           |
| 1991      | Ingo Weißenborn       | Giovanna Trillini       | Cuba             | Italië           |
| 1992 (OS) | Philippe Omnès        | Giovanna Trillini       | Duitsland        | Italië           |
| 1993      | Alexander Koch        | Francesca Bortolozzi    | Duitsland        | Duitsland        |
| 1994      | Rolando Tuckers       | Réka Szabó-Lazăr        | Italië           | Roemenië         |
| 1995      | Dmitri Sjevtsjenko    | Laura Badea             | Cuba             | Italië           |
| 1996 (OS) | Alessandro Puccini    | Laura Badea             | Rusland          | Italië           |
| 1997      | Serhiy Holubnytskiy   | Giovanna Trillini       | Frankrijk        | Italië           |
| 1998      | Serhiy Holubnytskiy   | Sabine Bau              | Polen            | Italië           |
| 1999      | Serhiy Holubnytskiy   | Valentina Vezzali       | Frankrijk        | Duitsland        |
| 2000 (OS) | Kim Young-ho          | Valentina Vezzali       | Frankrijk        | Italië           |
| 2001      | Salvatore Sanzo       | Valentina Vezzali       | Frankrijk        | Italië           |
| 2002      | Simone Vanni          | Svetlana Bojko          | Duitsland        | Rusland          |
| 2003      | Peter Joppich         | Valentina Vezzali       | Italië           | Polen            |
| 2004 (OS) | Brice Guyart          | Valentina Vezzali       | Italië           | Italië           |
| 2005      | Salvatore Sanzo       | Valentina Vezzali       | Frankrijk        | Zuid-Korea       |
| 2006      | Peter Joppich         | Margherita Granbassi    | Frankrijk        | Rusland          |
| 2007      | Peter Joppich         | Valentina Vezzali       | Frankrijk        | Polen            |
| 2008 (OS) | Benjamin Kleibrink    | Valentina Vezzali       | Italië           | Rusland          |
| 2009      | Andrea Baldini        | Aida Sjanajeva          | Italië           | Italië           |
| 2010      | Peter Joppich         | Elisa Di Francisca      | China            | Italië           |
| 2011      | Andrea Cassarà        | Valentina Vezzali       | China            | Rusland          |
| 2012 (OS) | Lei Sheng             | Elisa Di Francisca      | Italië           | Italië           |
| 2013      | Miles Chamley-Watson  | Arianna Errigo          | Italië           | Italië           |
| 2014      | Aleksej Tsjeremisinov | Arianna Errigo          | Frankrijk        | Italië           |
| 2015      | Yūki Ōta              | Inna Deriglazova        | Italië           | Italië           |
| 2016 (OS) | Daniele Garozzo       | Inna Deriglazova        | Rusland          | Rusland          |
| 2017      | Dmitri Zjerebtsjenko  | Inna Deriglazova        | Italië           | Italië           |
| 2018      | Alessio Foconi        | Alice Volpi             | Italië           | Verenigde Staten |
| 2019      | Enzo Lefort           | Inna Deriglazova        | Verenigde Staten | Rusland          |
| 2020 (OS) | Cheung Ka-long        | Lee Kiefer              | Frankrijk        | Russische ploeg  |
| 2022      | Enzo Lefort           | Ysaora Thibus           | Italië           | Italië           |
| 2023      | Tommaso Marini        | Alice Volpi             | Japan            | Italië           |

### Sabel
| Jaar      | Mannen individueel    | Vrouwen individueel | Mannen team | Vrouwen team     |
| --------- | --------------------- | ------------------- | ----------- | ---------------- |
| 1936 (OS) | Endre Kabos           |                     | Hongarije   |                  |
| 1937      | Pál Kovács            |                     | Hongarije   |                  |
| 1938      | Mario Aldo Montano    |                     | Italië      |                  |
| 1947      | Mario Aldo Montano    |                     | Italië      |                  |
| 1948 (OS) | Aladár Gerevich       |                     | Hongarije   |                  |
| 1949      | Gastone Daré          |                     | Italië      |                  |
| 1950      | Jean Levavasseur      |                     | Italië      |                  |
| 1951      | Aladár Gerevich       |                     | Hongarije   |                  |
| 1952 (OS) | Pál Kovács            |                     | Hongarije   |                  |
| 1953      | Pál Kovács            |                     | Hongarije   |                  |
| 1954      | Rudolf Kárpáti        |                     | Hongarije   |                  |
| 1955      | Aladár Gerevich       |                     | Hongarije   |                  |
| 1956 (OS) | Rudolf Kárpáti        |                     | Hongarije   |                  |
| 1957      | Jerzy Pawłowski       |                     | Hongarije   |                  |
| 1958      | Jakov Rylski          |                     | Hongarije   |                  |
| 1959      | Rudolf Kárpáti        |                     | Polen       |                  |
| 1960 (OS) | Rudolf Kárpáti        |                     | Hongarije   |                  |
| 1961      | Jakov Rylski          |                     | Polen       |                  |
| 1962      | Zoltán Horváth        |                     | Polen       |                  |
| 1963      | Jakov Rylski          |                     | Polen       |                  |
| 1964 (OS) | Tibor Pézsa           |                     | Sovjet-Unie |                  |
| 1965      | Jerzy Pawłowski       |                     | Sovjet-Unie |                  |
| 1966      | Jerzy Pawłowski       |                     | Hongarije   |                  |
| 1967      | Mark Rakita           |                     | Sovjet-Unie |                  |
| 1968 (OS) | Jerzy Pawłowski       |                     | Sovjet-Unie |                  |
| 1969      | Viktor Sidjak         |                     | Sovjet-Unie |                  |
| 1970      | Tibor Pézsa           |                     | Sovjet-Unie |                  |
| 1971      | Michele Maffei        |                     | Sovjet-Unie |                  |
| 1972 (OS) | Viktor Sidjak         |                     | Italië      |                  |
| 1973      | Mario Aldo Montano    |                     | Hongarije   |                  |
| 1974      | Mario Aldo Montano    |                     | Sovjet-Unie |                  |
| 1975      | Vladimir Naslimov     |                     | Sovjet-Unie |                  |
| 1976 (OS) | Viktor Krovopoeskov   |                     | Sovjet-Unie |                  |
| 1977      | Pál Gerevich          |                     | Sovjet-Unie |                  |
| 1978      | Viktor Krovopoeskov   |                     | Hongarije   |                  |
| 1979      | Vladimir Naslimov     |                     | Sovjet-Unie |                  |
| 1980 (OS) | Viktor Krovopoeskov   |                     | Sovjet-Unie |                  |
| 1981      | Dariusz Wódke         |                     | Hongarije   |                  |
| 1982      | Viktor Krovopoeskov   |                     | Hongarije   |                  |
| 1983      | Vasil Etropolski      |                     | Sovjet-Unie |                  |
| 1984 (OS) | Jean-François Lamour  |                     | Italië      |                  |
| 1985      | György Nébald         |                     | Sovjet-Unie |                  |
| 1986      | Sergej Mindirgasov    |                     | Sovjet-Unie |                  |
| 1987      | Jean-François Lamour  |                     | Sovjet-Unie |                  |
| 1988 (OS) | Jean-François Lamour  |                     | Hongarije   |                  |
| 1989      | Grigori Kirijenko     |                     | Sovjet-Unie |                  |
| 1990      | György Nébald         |                     | Sovjet-Unie |                  |
| 1991      | Grigori Kirijenko     |                     | Hongarije   |                  |
| 1992 (OS) | Bence Szabó           |                     | EUN         |                  |
| 1993      | Grigori Kirijenko     |                     | Hongarije   |                  |
| 1994      | Felix Becker          |                     | Rusland     |                  |
| 1995      | Grigori Kirijenko     |                     | Italië      |                  |
| 1996 (OS) | Stanislav Pozdnjakov  |                     | Rusland     |                  |
| 1997      | Stanislav Pozdnjakov  |                     | Frankrijk   |                  |
| 1998      | Luigi Tarantino       |                     | Hongarije   |                  |
| 1999      | Damien Touya          | Jelena Zjemajeva    | Frankrijk   | Italië           |
| 2000 (OS) | Mihai Covaliu         | Jelena Zjemajeva    | Rusland     | Verenigde Staten |
| 2001      | Stanislav Pozdnjakov  | Anne-Lise Touya     | Rusland     | Rusland          |
| 2002      | Stanislav Pozdnjakov  | Tan Xue             | Rusland     | Rusland          |
| 2003      | Volodymyr Loekasjenko | Dorina Mihai        | Rusland     | Italië           |
| 2004 (OS) | Aldo Montano          | Mariel Zagunis      | Frankrijk   | Rusland          |
| 2005      | Mihai Covaliu         | Anne-Lise Touya     | Rusland     | Verenigde Staten |
| 2006      | Stanislav Pozdnjakov  | Rebecca Ward        | Frankrijk   | Frankrijk        |
| 2007      | Stanislav Pozdnjakov  | Jelena Netsjajeva   | Hongarije   | Frankrijk        |
| 2008 (OS) | Zhong Man             | Mariel Zagunis      | Frankrijk   | Oekraïne         |
| 2009      | Nicolas Limbach       | Mariel Zagunis      | Roemenië    | Oekraïne         |
| 2010      | Won Woo-young         | Mariel Zagunis      | Rusland     | Rusland          |
| 2011      | Aldo Montano          | Sofja Velikaja      | Rusland     | Rusland          |
| 2012 (OS) | Áron Szilágyi         | Kim Ji-yeon         | Zuid-Korea  | Rusland          |
| 2013      | Veniamin Resjetnikov  | Olga Charlan        | Rusland     | Oekraïne         |
| 2014      | Nikolaj Kovaljov      | Olga Charlan        | Duitsland   | Verenigde Staten |
| 2015      | Aleksej Jakimenko     | Sofja Velikaja      | Italië      | Rusland          |
| 2016 (OS) | Áron Szilágyi         | Jana Jegorjan       | Rusland     | Rusland          |
| 2017      | András Szatmári       | Olga Charlan        | Zuid-Korea  | Italië           |
| 2018      | Kim Jung-hwan         | Sofia Pozdnjakova   | Zuid-Korea  | Frankrijk        |
| 2019      | Oh Sang-uk            | Olga Charlan        | Zuid-Korea  | Rusland          |
| 2020 (OS) | Áron Szilágyi         | Sofia Pozdnjakova   | Zuid-Korea  | Russische ploeg  |
| 2022      | Áron Szilágyi         | Misaki Emura        | Zuid-Korea  | Hongarije        |
| 2023      | Eli Dershwitz         | Misaki Emura        | Hongarije   | Hongarije        |

## Organiserende landen
| Aantal | Land              | Organisaties                                           |
| ------ | ----------------- | ------------------------------------------------------ |
| 9      | Frankrijk         | 1937, 1957, 1965, 1974, 1984, 1988, 1990, 2001 en 2010 |
| 6      | Hongarije         | 1959, 1975, 1991, 2000, 2013 en 2019                   |
| 6      | Italië            | 1955, 1961, 1982, 2006, 2011 en 2023                   |
| 3      | Cuba              | 1969, 1992 en 2003                                     |
| 3      | Duitsland         | 1993, 2005 en 2017                                     |
| 3      | Rusland           | 2007, 2014 en 2015                                     |
| 3      | Verenigde Staten  | 1958, 1989 en 2004                                     |
| 2      | Argentinië        | 1962 en 1977                                           |
| 2      | China             | 2008 en 2018                                           |
| 2      | Egypte            | 1949 en 2022                                           |
| 2      | Nederland         | 1948 en 1995                                           |
| 2      | Oostenrijk        | 1971 en 1983                                           |
| 2      | Portugal          | 1947 en 2002                                           |
| 2      | Turkije           | 1970 en 2009                                           |
| 2      | Zweden            | 1951 en 1973                                           |
| 2      | Zwitserland       | 1987 en 1998                                           |
| 1      | Australië         | 1979                                                   |
| 1      | België            | 1953                                                   |
| 1      | Brazilië          | 2016                                                   |
| 1      | Bulgarije         | 1986                                                   |
| 1      | Canada            | 1967                                                   |
| 1      | Denemarken        | 1952                                                   |
| 1      | Griekenland       | 1994                                                   |
| 1      | Groot-Brittannië  | 1956                                                   |
| 1      | Luxemburg         | 1954                                                   |
| 1      | Monaco            | 1950                                                   |
| 1      | Polen             | 1963                                                   |
| 1      | Sovjet-Unie       | 1966                                                   |
| 1      | Spanje            | 1985                                                   |
| 1      | Tsjecho-Slowakije | 1938                                                   |
| 1      | Oekraïne          | 2012                                                   |
| 1      | West-Duitsland    | 1978                                                   |
| 1      | Zuid-Afrika       | 1997                                                   |
| 1      | Zuid-Korea        | 1999                                                   |

1937 · 1938 · 1947 · 1948 · 1949 · 1950 · 1951 · 1952 · 1953 · 1954 · 1955 · 1956 · 1957 · 1958 · 1959 · 1961 · 1962 · 1963 · 1965 · 1966 · 1967 · 1969 · 1970 · 1971 · 1973 · 1974 · 1975 · 1977 · 1978 · 1979 · 1981 · 1982 · 1983 · 1985 · 1986 · 1987 · 1988 · 1989 · 1990 · 1991 · 1992 · 1993 · 1994 · 1995 · 1997 · 1998 · 1999 · 2000 · 2001 · 2002 · 2003 · 2004 · 2005 · 2006 · 2007 · 2008 · 2009 · 2010 · 2011 · 2012 · 2013 · 2014 · 2015 · 2016 · 2017 · 2018 · 2019 · 2022 · 2023